# Sint-Jozefkerk (Beilstein)
De Sint-Jozefkerk in Beilstein in het Landkreis Cochem-Zell in Rijnland-Palts is een voormalige karmelieter kloosterkerk en is sinds de secularisatie de parochiekerk van de plaats. In de barokke kerk wordt de Zwarte Madonna van Beilstein vereerd, een Mariabeeld uit de 12e-13e eeuw dat vermoedelijk afkomstig is uit Spanje.

## Geschiedenis

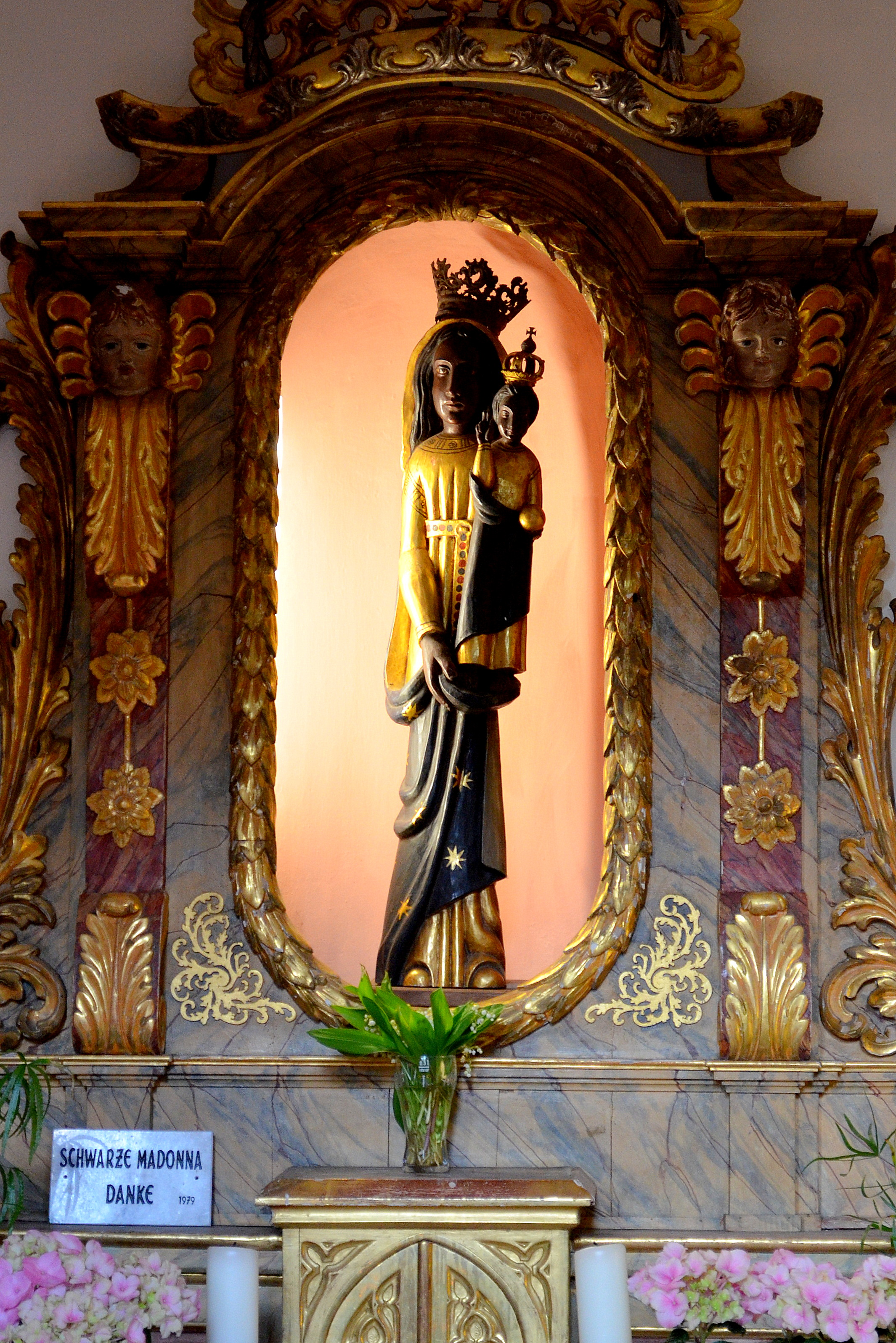
Zwarte Madonna van Beilstein

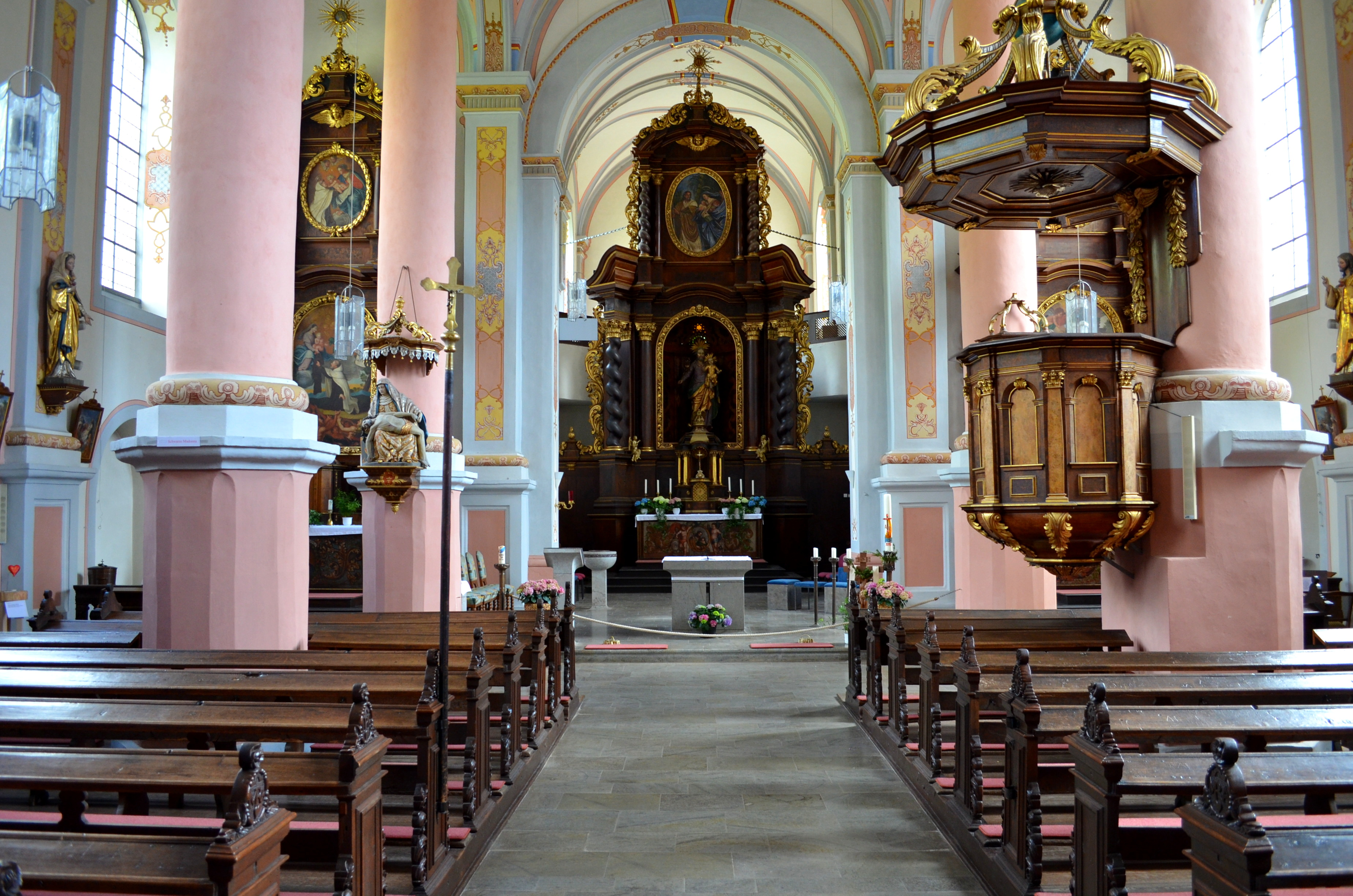
Interieur

Een eerste kerk onder de burcht van Beilstein wordt in 1311 vermeld, die vooralsnog behoorde tot de parochie van Ellenz. Onder aartsbisschop Boudewijn van Trier werd de kerk een zelfstandige parochiekerk en aan Jezus Christus, Maria en de heilige Christoffel gewijd. 
Nadat de over de heerlijkheid Beilstein heersende burchtheren tot de nieuwe leer waren overgegaan werd ook Beilstein protestants. Door het uitsterven van de mannelijke lijn van de familie Winneburg tijdens de Dertigjarige Oorlog werd de heerlijkheid Beilstein ingelijfd bij het keurvorstendom Trier. De keurvorst van Trier droeg in 1652 Beilstein over aan de vrijheren Van Metternich. Vrijheer Philips Emmerik van Metternich zette met de hulp van ongeschoeide karmelieten uit Keulen de rekatholisering van Beilstein in gang en gaf de karmelieten daarvoor een gebouw aan de Moezel, het huidige Gasthaus zur Burg Metternich. In 1686 volgde de eersteenlegging van het klooster, dat de karmelieten in 1692 betrokken. Met de bouw van de kloosterkerk werd in 1691 onder de bouwmeester David Wynant uit het augustijner koorherenstift Springiersbach begonnen. De hulpbisschop Lothar Friedrich von Nalbach consacreerde de kerk in 1739.
Als gevolg van de verovering van de linker Rijnoever door de Fransen in het jaar 1794 viel Beilstein onder Frans bestuur. Na het Congres van Wenen maakte Beilstein deel uit van de Pruisische Rijnprovincie. Het klooster werd opgeheven en de voormalige kloosterkerk werd een parochiekerk. In 1808 verlieten de laatste karmelieten het klooster. De afbraak van de zuidelijke vleugel van het kloostergebouw en de kruisgang volgde in 1819. De vrijgekomen stenen werd als nieuw bouwmateriaal hergebruikt.
In het begin van de 20e eeuw begon men met de renovatie van de kerk. Het klooster werd in 1948 opnieuw bevolkt met karmelieten en in 1950 werd in een plechtige processie het genadebeeld van de Zwarte Madonna, dat zich tussentijds in het bisschoppelijke museum te Trier bevond, naar de kerk teruggevoerd. Vanaf 1987 vonden er verdere restauraties plaats en bij de renovatie van het interieur in 1994 werden de oorspronkelijke kleuren hersteld.

## Architectuur
De hallenkerk heeft een zadeldak als overkapping, dat met een eenvoudige dakruiter wordt bekroond. Het driebeukige kerkschip wordt in vijf traveeën verdeeld. Het hoofdschip en de beide zijschepen worden door kruisgraatgewelven en robuuste gordel- en schildbogen overspannen. Deze rusten op forse zuilen die door hoge, achthoekige sokkels worden gedragen. In het oosten sluit een drie traveeën tellend koor aan. Het voor de broeders voorbehouden deel wordt door het hoogaltaar begrensd. 

## Interieur
- In de nis van het 14 meter hoge hoofdaltaar van notenhout staat een beeld van Sint-Jozef, de patroonheilige van de kerk. Het ovale schilderij in de kroon toont de Heilige Familie.
- Het klankbord van de zevenzijdige kansel wordt met voluten bekroond, die een monstrans dragen.
- De vijf biechtstoelen zijn versierd met houtsnijwerk en voorzien met fraaie gevelopzetten.
- Uit de eerste helft van de 18e eeuw stamt het onder een baldakijn knielende beeld van Christus op de olijfberg.
- Aan de tegenoverliggende pijler bevindt zich een piëta uit de barokke tijd.

## Ramen
Van de oorspronkelijke glas-in-loodramen bleef slechts een fragment bewaard, dat de aanbidding van de herders voorstelt. De scène wordt begeleid met het inschrift NATIVITAS DEI NOSTRI IESV CHRISTI (de geboorte van onze God Jezus Christus). Het fragment wordt gedateerd op de tweede helft van de 17e eeuw en stamt mogelijk uit het gebied rond Keulen.

## Orgel
Het orgel werd in 1738 door de uit Ingolstadt afkomstige orgelbouwer Balthasar König geplaatst. De galerij heeft een borstwering met fraai houtsnijwerk. Het middelste segment toont het wapen van de karmelieten en het jaartal 1738.

## Afbeeldingen

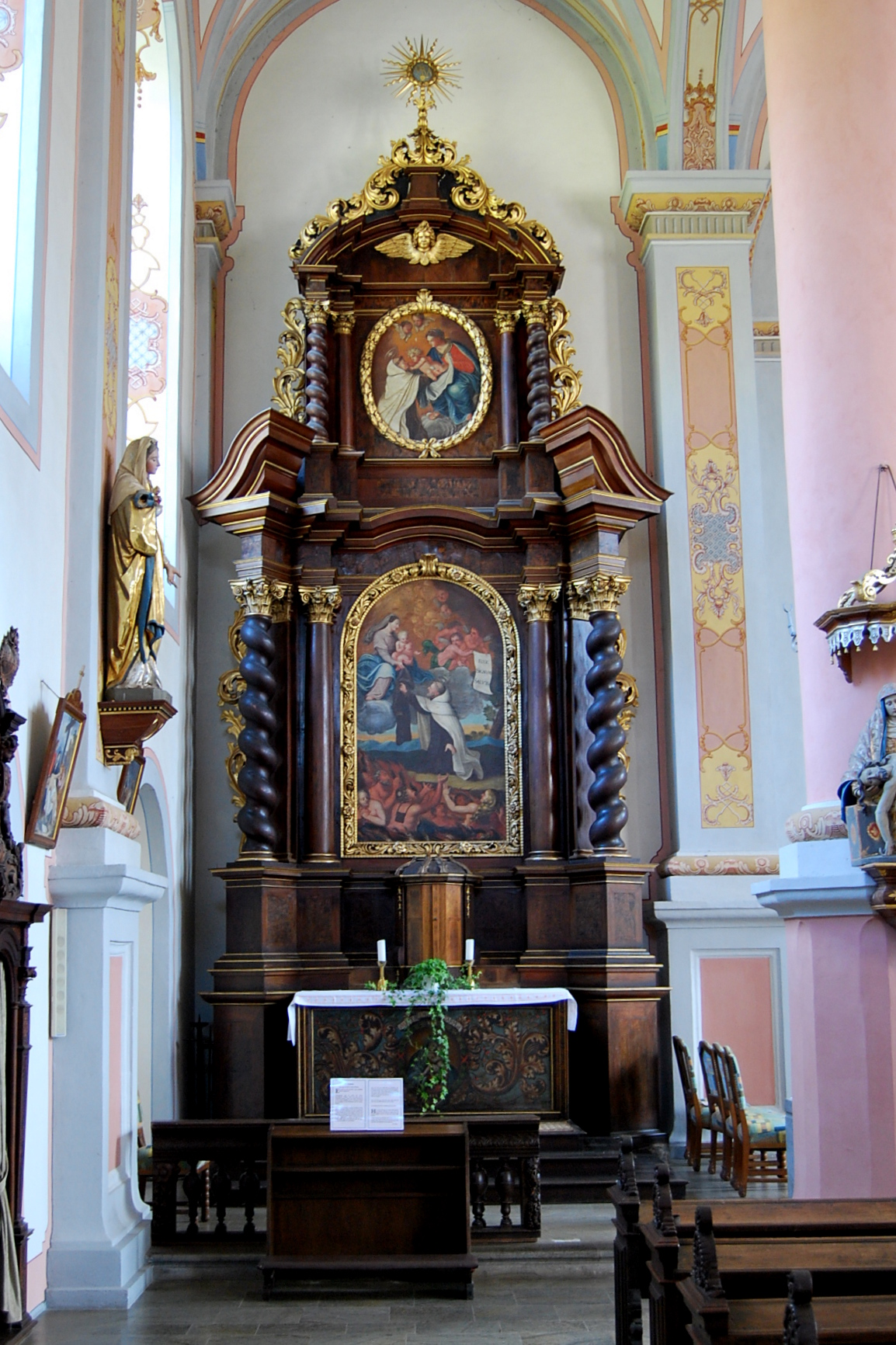
Linker zijaltaar
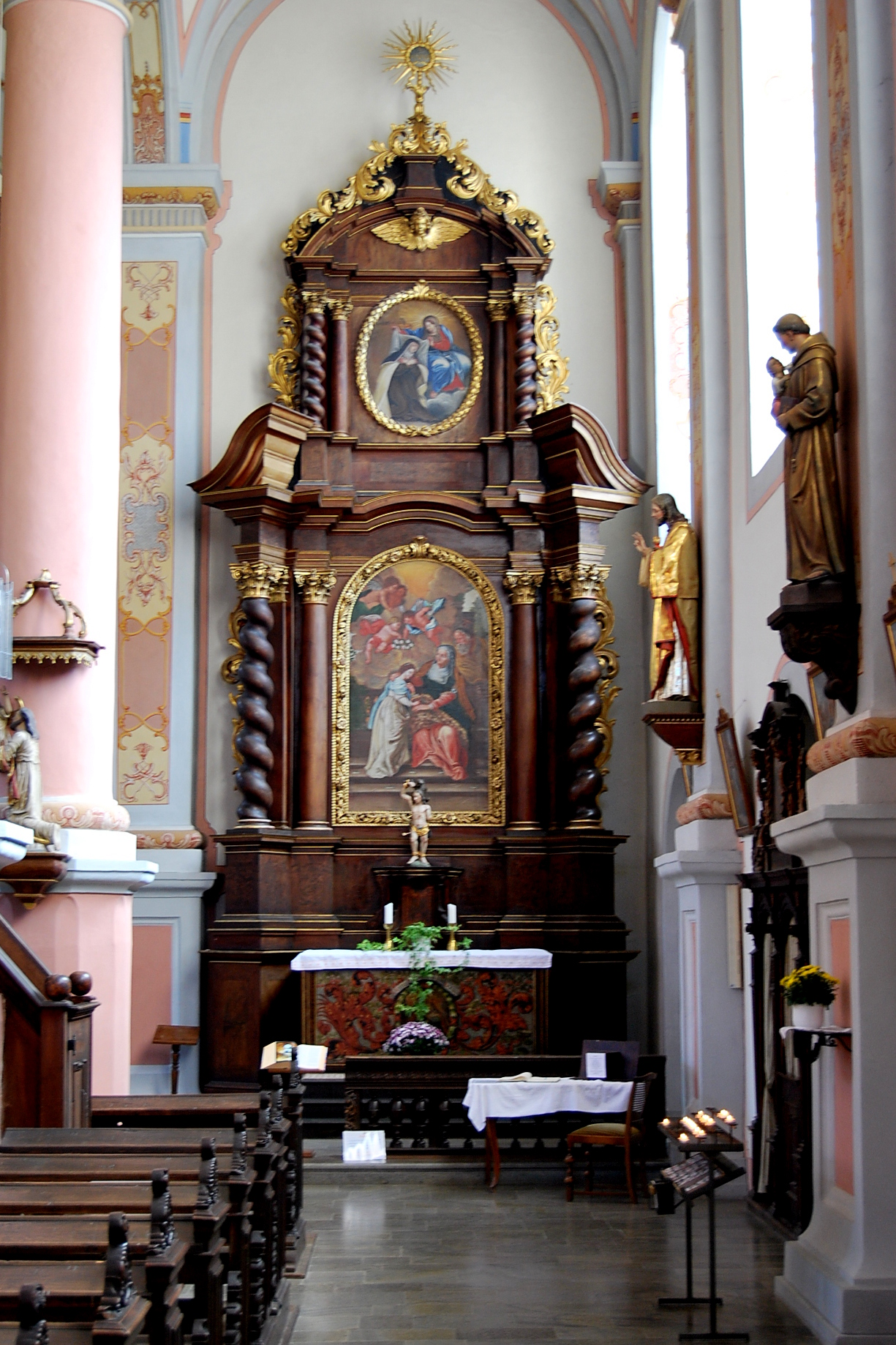
Rechter zijaltaar
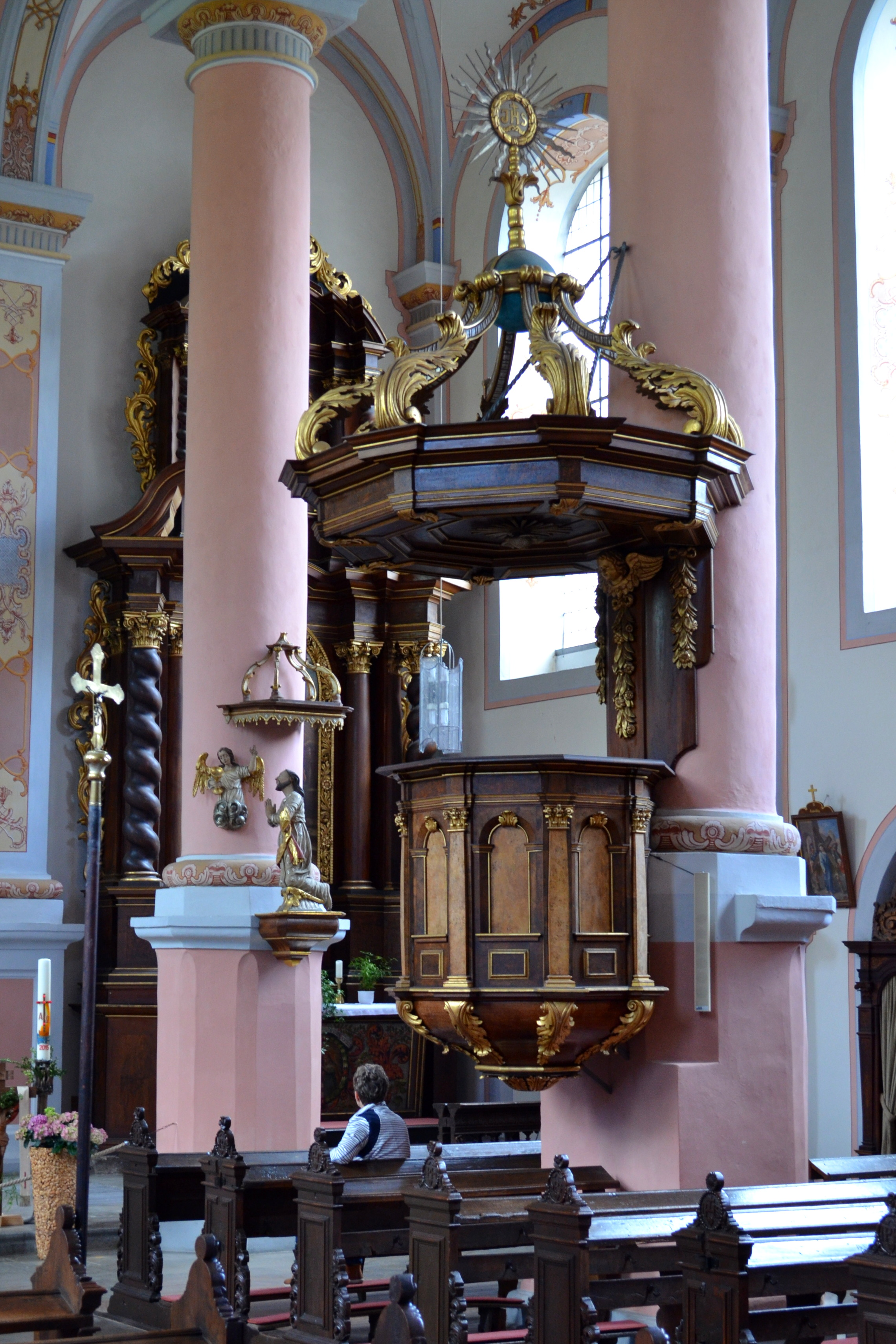
Kansel
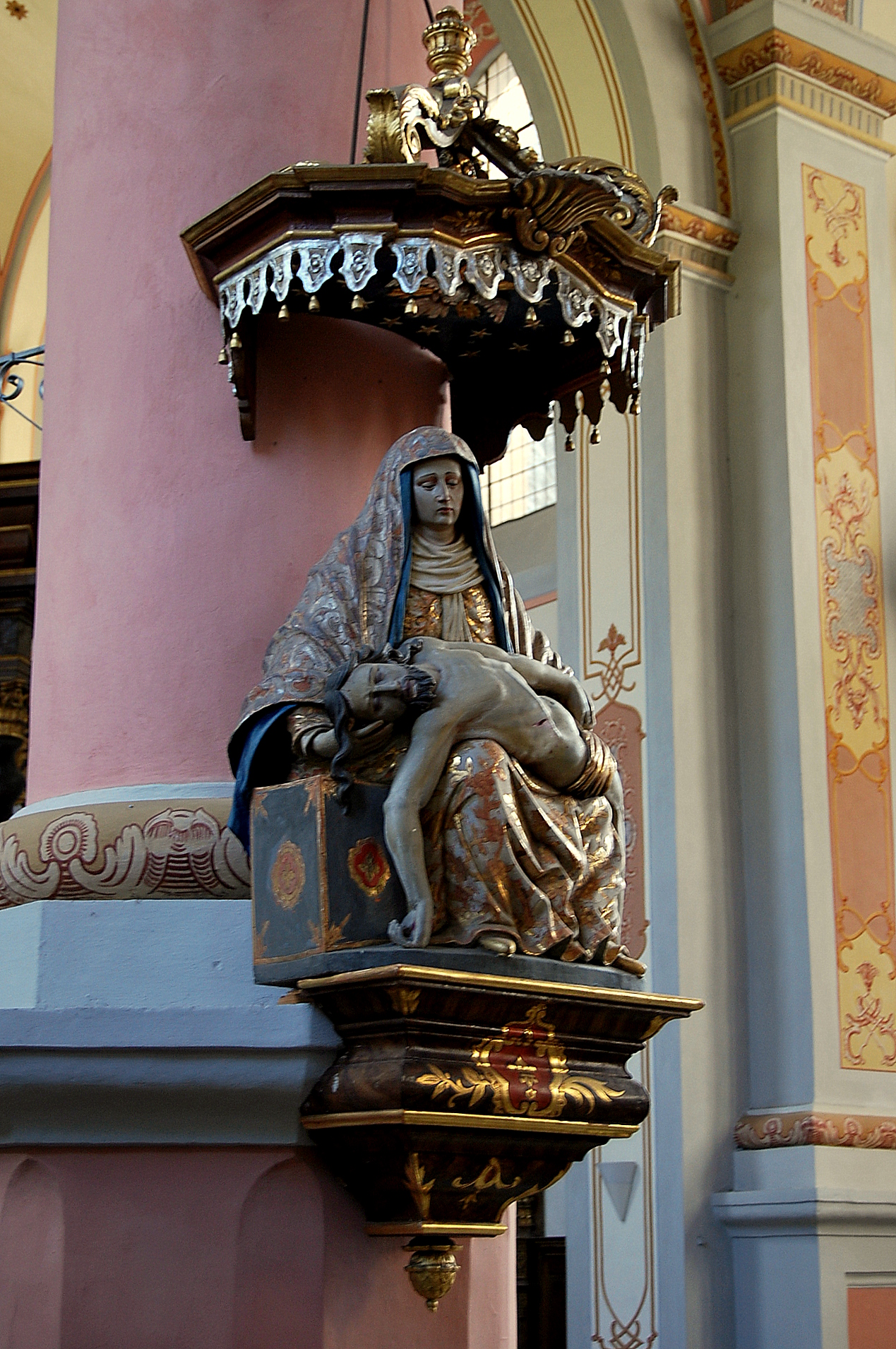
Vesperbeeld
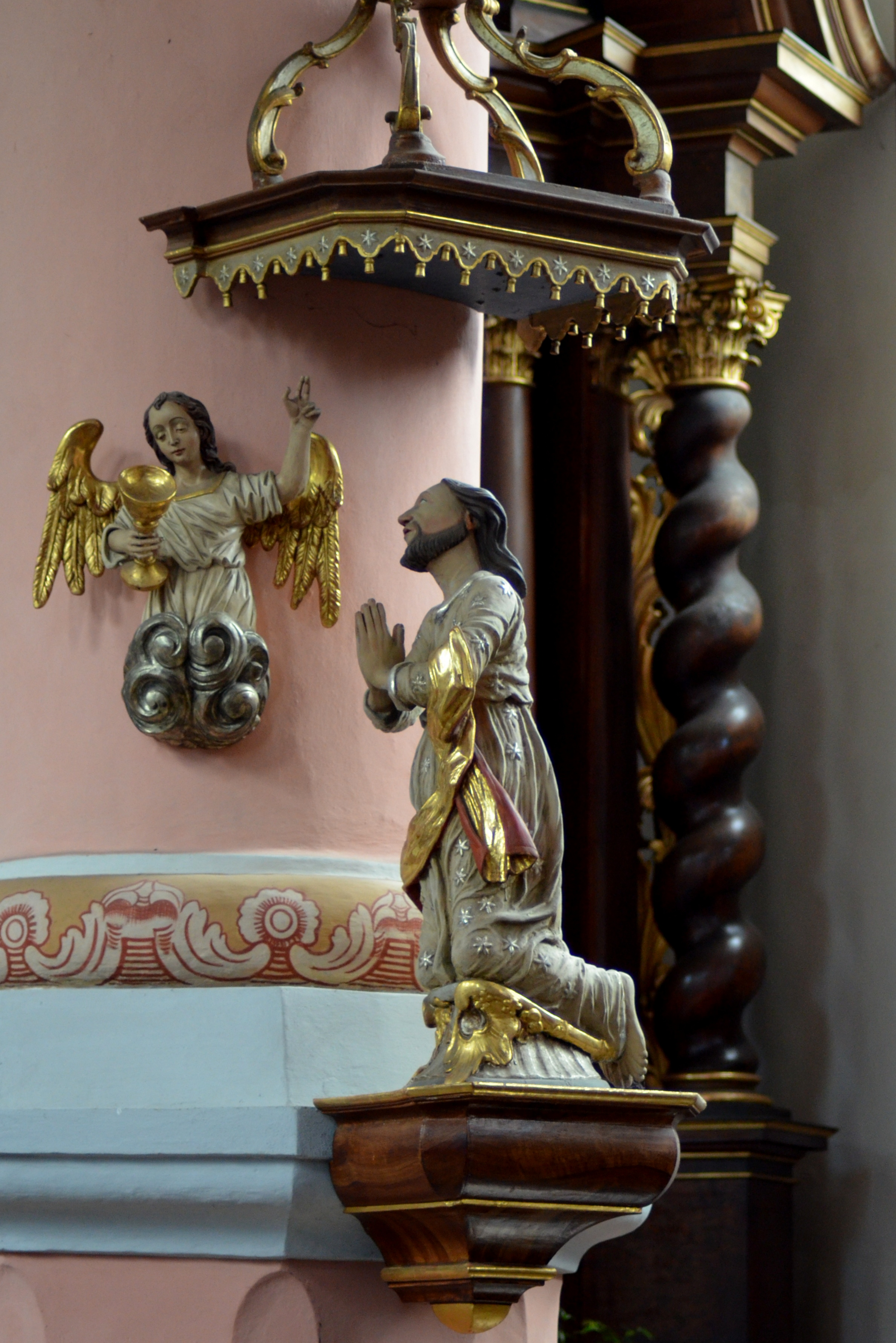
Christus op de Olijfberg
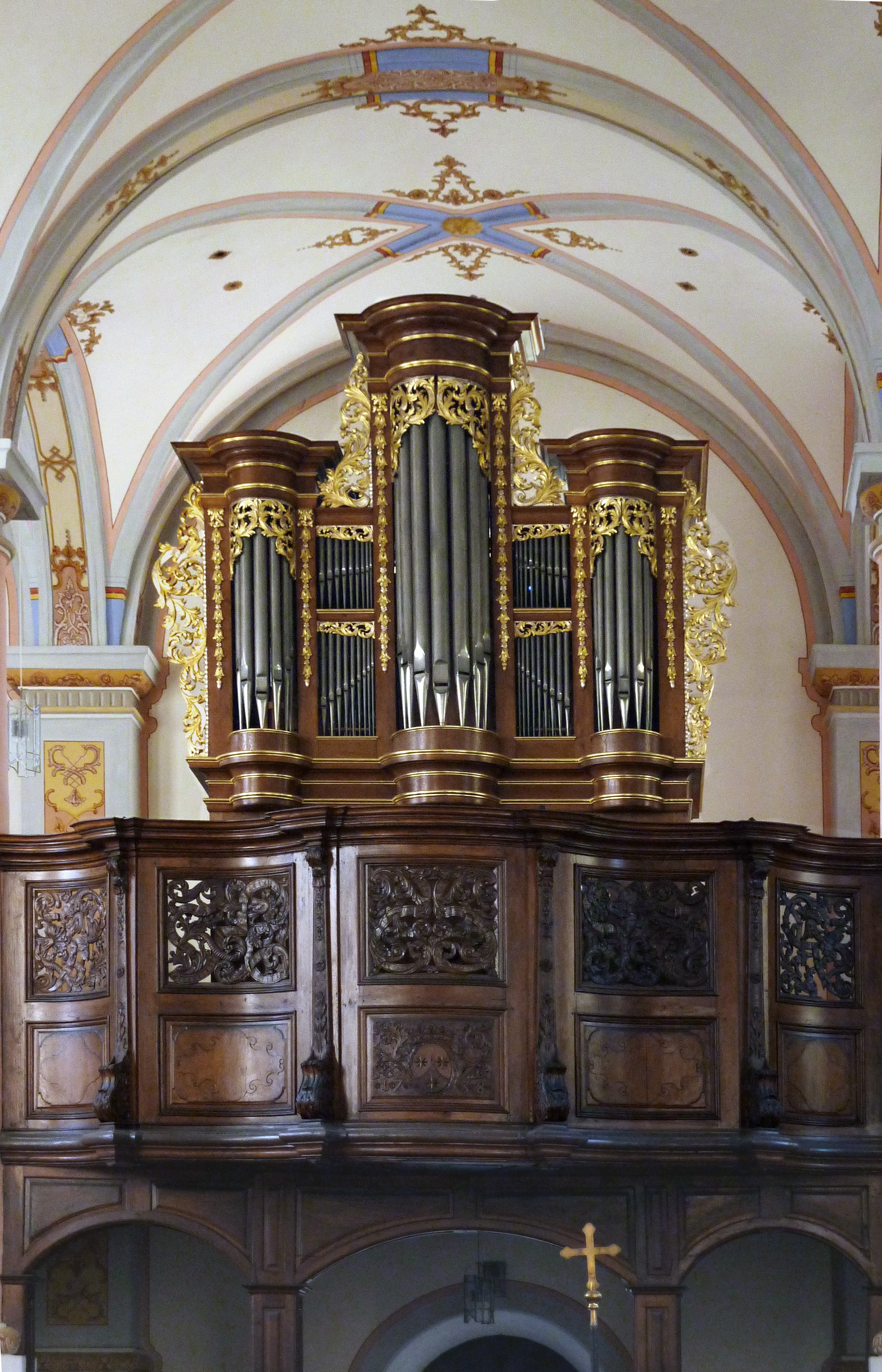
Orgel